# Gwenddoleu
Gwenddoleu ap Ceidio (fallecido c. 573), o Gwenddolau, fue un rey britano que gobernó en Arfderydd (actualmente Arthuret), en lo que hoy es el suroeste de Escocia y el noroeste de Inglaterra, en los alrededores del Muro de Adriano y Carlisle durante el período posromano. Carwinley, cerca de Longtown, al norte de Carlisle, posiblemente deriva de Caer Wenddolau, del cúmbrico Fuerte de Gwenddolau. Los movimientos de tierra en Liddel Strength también son otro candidato para el origen del nombre Caer Wenddolau.

## Hombres del Norte
El tratado medieval Bonedd Gwŷr y Gogledd registra a Gwenddoleu como uno de los Hombres del Norte y, por lo tanto, las genealogías afirman que la figura legendaria de Coel Hen es el tatarabuelo de Gwenddoleu. Coel Hen fue una figura semihistórica y la leyenda a menudo atribuye gran parte del sur de Escocia a su reino. Estas genealogías también registran los nombres de sus dos hermanos, Nudd y Chof.

## Primeros años
El padre de Gwenddoleu era Ceidio ap Arthwys y tenía dos hermanos, Nudd y Chof. Se sabe poco de Chof (a veces escrito Cof); sin embargo, a menudo se establecen paralelismos entre Nudd y la figura legendaria de Lludd Llaw Eraint, padre de Gwyn ap Nudd.
Se presume que el hermano de Ceidio, Eliffer Gosgorddfawr, fue rey de Ebrauc, que se cree que era la antigua fortaleza romana de Eburacum. Eliffer tuvo dos hijos llamados Gwrgi y Peredur (sin embargo, es posible que hayan sido hasta doce).

Se desconoce cuándo se fundó Arfderydd o si fue fundada por Gwenddoleu, su padre u otra persona.

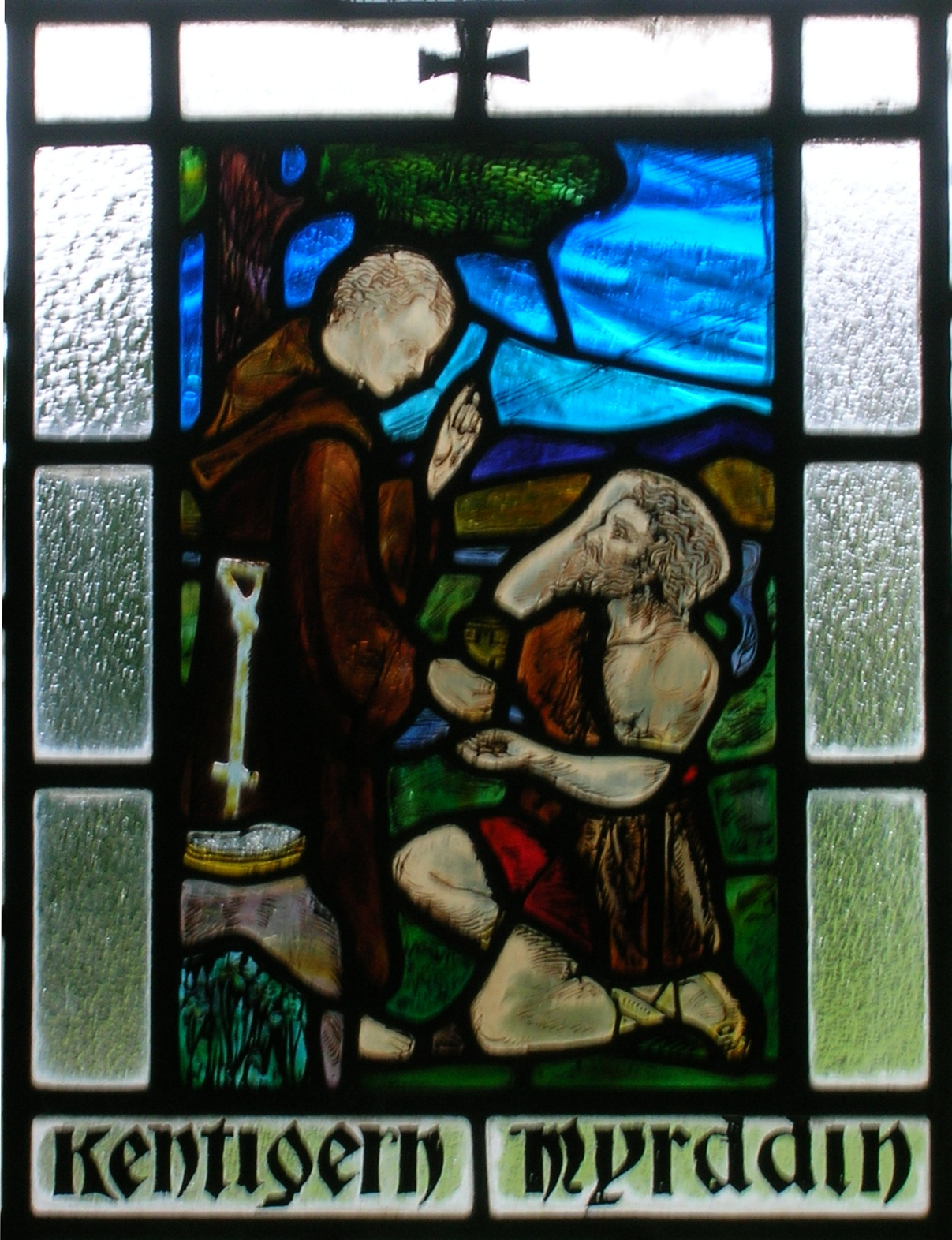
Merlín (Myrddin) siendo convertido al cristianismo por San Kentigern (Mungo) en Stobo Kirk, Borders, Escocia

## Reinado
Se sabe poco de su reinado, pero terminó cuando, como se describe en los Annales Cambriae, los hijos de Eliffer, Peredur y Gwrgi, los reyes conjuntos de Efrog, lo mataron en la Batalla de Arfderydd en 573. Es posible que lo sucediera uno de sus hermanos. Esta fue una de las muchas batallas libradas entre los reyes britanos que lideraron los diversos estados sucesores fracturados que tomaron el control de la provincia romana de Britania después de la retirada romana.
En la mitología galesa, es el dueño de uno de los Trece tesoros de la isla de Britania: un tablero de ajedrez mágico (tablero de gwyddbwyll). Si las piezas estaban dispuestas, jugarían solas. El tablero era de oro y los hombres de plata.
Aunque Gwenddoleu no juega ningún papel en la leyenda artúrica, su consejero de la corte, Myrddin, formó parte de la base de las leyendas artúricas posteriores sobre el mago Merlín. En la Vita Merlini, de Godofredo de Monmouth, se dice que Myrddin (Merlinus) enloqueció de dolor tras la muerte de Gwenddoleu y huyó al bosque de Caledonia. El recuerdo tanto de Gwenddoleu como de Myrddin se conservó en la literatura galesa.